# 爆丸エボリューションズ
『爆丸エボリューションズ』（ばくがんエボリューションズ、英名：Bakugan: Evolutions）は、スピンマスターおよびタカラトミーより発売されている男児向け玩具・爆丸を原案としたアニメ作品。カナダのスピンマスターおよびネルバナとの共同製作となる。
前作『爆丸ジオガンライジング』の直接の続編となる第4期シリーズ。2022年2月6日から10月23日までカナダのテレトゥーンで放送された。日本では4月1日よりYouTubeほかでのWeb配信となる。

## 登場人物
過去作より登場しているキャラクターについては「爆丸バトルプラネット#登場人物」「爆丸アーマードアライアンス#登場人物」も参照。

### オーサムワン
ダン・クーソー
声 - 高橋李依
ウィントン・スタイルズ
声 - 福島潤
リア・ヴェネガス
声 - 赤崎千夏
シュン・カザミ
声 - 内山夕実
ライトニング
声 - 金田アキ

### オーサムワンの協力者
アジット
声 - 村田太志
マグナス
声 - 梶川翔平

### その他
アテナ・モンド
声 - 持月玲依
爆丸アカデミー代表のブローラーの一人であり、生徒らのリーダー的な存在でもある。ファウストの事を誰よりも慕っている。また、自身にとって最も大切な使命がファウストの理想の手助けをすることであると考えているところがある。

## 登場爆丸
過去作より登場しているキャラクターについては「爆丸バトルプラネット#登場爆丸」「爆丸アーマードアライアンス#登場爆丸」も参照。
ドラゴノイド
声 - 武内駿輔
トゥロックス
声 - 堀江瞬
ペガトリクス
声 - 名塚佳織
ハイドロス
声 - 市川蒼
ハウルカー
声 - 神原大地
ファロル
声 - 木間萌
ブリッツフォックス
声 - 八代拓
アテナのパートナー。かつてエレメントストームに被災したアテナを助け、爆丸となったが、アテナに対しては若干過保護すぎるところも見られる。

## スタッフ
- 原作 - SPIN MASTER[3]
- 原案  - 杉本道俊[3]
- 監督 - 岡本英樹[3]
- シリーズ構成 - 村山功[3]
- キャラクターデザイン - 高田真理[3]、幸野浩二[3]
- 爆丸デザイン - 別役裕之[3]、小野可奈子[3]
- 音響監督 - はたしょう二[3]
- 音楽 - 高梨康治（Team-MAX）[3]、鈴木暁也（Team-MAX）[3]、ヨハネスニルソン（Team-MAX）[3]
- アニメーション制作 - トムス・エンタテインメント[3]
- アニメーション制作協力 - スタジオ雲雀[3]

## 主題歌
「PLANET HERO」
ダン・クーソー（高橋李依）とドラゴノイド（武内駿輔）によるオープニングテーマ。作詞は橋本彩子、作曲・編曲は南悠翔。
「BAKU！WAKU！エボリューションズ」
上月せれなによるエンディングテーマ。作詞は宮林愛美、作曲は宮林愛美と水島康貴、編曲は水島康貴。

## 各話リスト
| 話数   | サブタイトル                 | 脚本                           | 絵コンテ                                       | 演出                               | 作画監督 | 総作画監督 | 配信日        |
| ------ | ---------------------------- | ------------------------------ | ---------------------------------------------- | ---------------------------------- | --- | ---------- | ------------- |
| 第1話  | 爆丸アカデミー               | 村山功                         | 岡本英樹                                       | まついひとゆき                     | 中城悦雄 安形佳己 山形孝二 幸野浩二 稲田真樹 飯田光尋                                                                                            | 山形孝二   | 2022年 4月1日 |
| 第1話  | ルームメイト                 | 村山功                         | 岡本英樹                                       | まついひとゆき                     | 中城悦雄 安形佳己 山形孝二 幸野浩二 稲田真樹 飯田光尋                                                                                            | 山形孝二   | 2022年 4月1日 |
| 第2話  | 生意気なルームメイト         | 村山功                         | 佐々木萌 勝亦祥視                              | 佐々木萌                           | 小見川美穂 | 山形孝二   | 4月15日       |
| 第2話  | 自由の為に                   | 村山功                         | 佐々木萌 勝亦祥視                              | 佐々木萌                           | 小見川美穂 | 山形孝二   | 4月15日       |
| 第3話  | それぞれの個性               | 秋永馬守                       | 又野弘道                                       | 又野弘道                           | 中城悦雄 安形佳己 山形孝二 幸野浩二 櫻井拓郎 稲田真樹 飯田光尋                                                                                   | 山形孝二   | 4月29日       |
| 第3話  | 新しいスタジオD              | 秋永馬守                       | 又野弘道                                       | 又野弘道                           | 中城悦雄 安形佳己 山形孝二 幸野浩二 櫻井拓郎 稲田真樹 飯田光尋                                                                                   | 山形孝二   | 4月29日       |
| SP     | エレメントブロー開放！       | Marty Isenberg David McDermott | 岡本英樹 福井洋平                              | 薦田かなえ まついひとゆき 福井洋平 | 中城悦雄 安形佳己 小沼克介 山形孝二 幸野浩二 稲田真樹 飯田光尋 GKセールス 王斌 陳亮 Huu Tu Thanh Thao Tran Hoang、Khanh Ngan 今関香代子 斎藤晴輝 | 山形孝二   | 4月29日       |
| 第4話  | マグナス先生                 | 山下憲一 小林雄次              | 佐々木萌 小見川美穂                            | 鈴木拓磨                           | 中城悦雄 安形佳己 山形孝二 幸野浩二 稲田真樹 飯田光尋                                                                                            | 山形孝二   | 5月13日       |
| 第4話  | アテナの想い                 | 山下憲一 小林雄次              | 佐々木萌 小見川美穂                            | 鈴木拓磨                           | 中城悦雄 安形佳己 山形孝二 幸野浩二 稲田真樹 飯田光尋                                                                                            | 山形孝二   | 5月13日       |
| 第5話  | スターはつらいよ             | 小山眞 佐多賢人                | 瀬村俊一郎 岡本英樹                            | まついひとゆき                     | 中城悦雄 前田義宏 吉本拓二 安形佳己 小沼克介 山形孝二 幸野浩二 稲田真樹 飯田光尋                                                                 | 山形孝二   | 5月27日       |
| 第5話  | ゲート・クラッシャーズ       | 小山眞 佐多賢人                | 瀬村俊一郎 岡本英樹                            | まついひとゆき                     | 中城悦雄 前田義宏 吉本拓二 安形佳己 小沼克介 山形孝二 幸野浩二 稲田真樹 飯田光尋                                                                 | 山形孝二   | 5月27日       |
| 第6話  | お願い！アテナ先生           | 村山功                         | 佐々木萌 勝亦祥視                              | 佐々木萌                           | 小見川美穂 | 山形孝二   | 6月10日       |
| 第6話  | 実地訓練                     | 村山功                         | 佐々木萌 勝亦祥視                              | 佐々木萌                           | 小見川美穂 | 山形孝二   | 6月10日       |
| 第7話  | ファルクロンとの再会         | 山下憲一 秋永馬守              | 釘宮洋                                         | 福井洋平                           | 幸野浩二 安形佳己 小沼克介 山形孝二 中城悦雄 稲田真樹 飯田光尋                                                                                   | 山形孝二   | 6月24日       |
| 第7話  | ライバル校にご用心！         | 山下憲一 秋永馬守              | 釘宮洋                                         | 福井洋平                           | 幸野浩二 安形佳己 小沼克介 山形孝二 中城悦雄 稲田真樹 飯田光尋                                                                                   | 山形孝二   | 6月24日       |
| 第8話  | 本当のヒーロー               | 小林雄次                       | 佐々木萌 まついひとゆき                        | 真野玲                             | 中城悦雄 前田義宏 小沼克介 山形孝二 幸野浩二 安形佳己 稲田真樹 飯田光尋                                                                          | 山形孝二   | 7月8日        |
| 第8話  | マグナスの授業               | 小林雄次                       |                                                | 真野玲                             | 中城悦雄 前田義宏 小沼克介 山形孝二 幸野浩二 安形佳己 稲田真樹 飯田光尋                                                                          | 山形孝二   | 7月8日        |
| 第9話  | 姿なき襲撃者                 | 小山眞                         | まついひとゆき                                 | 真野玲                             | 中城悦雄 前田義宏 安形佳己 山形孝二 幸野浩二 稲田真樹 飯田光尋                                                                                   | 山形孝二   | 7月22日       |
| 第9話  | 怪しいハケット               | 小山眞                         |                                                | 真野玲                             | 中城悦雄 前田義宏 安形佳己 山形孝二 幸野浩二 稲田真樹 飯田光尋                                                                                   | 山形孝二   | 7月22日       |
| 第10話 | バクガニスト、再び           | 秋永馬守                       | 佐々木萌 勝亦祥視                              | 佐々木萌                           | 小見川美穂 | 山形孝二   | 8月5日        |
| 第10話 | トゥロックスの超進化         | 秋永馬守                       | 佐々木萌 勝亦祥視                              | 佐々木萌                           | 小見川美穂 | 山形孝二   | 8月5日        |
| 第11話 | ナノギアの力                 | 佐多賢人                       | 辻初樹                                         | 又野弘道 まついひとゆき            | 安形佳己 前田義宏 飯田光尋 山形孝二 中城悦雄 幸野浩二 稲田真樹 小沼克介                                                                          | 山形孝二   | 8月19日       |
| 第11話 | 真犯人を追え                 | 佐多賢人                       | 辻初樹                                         | 又野弘道 まついひとゆき            | 安形佳己 前田義宏 飯田光尋 山形孝二 中城悦雄 幸野浩二 稲田真樹 小沼克介                                                                          | 山形孝二   | 8月19日       |
| 第12話 | ファウストの秘密             | 山下憲一                       | 釘宮洋                                         | 真野玲 又野弘道 薦田かなえ         | 稲田真樹 安形佳己 飯田光尋 中城悦雄 樋上あや 幸野浩二 小沼克介 山形孝二                                                                          | 山形孝二   | 9月2日        |
| 第12話 | 仲間と共に                   | 山下憲一                       | 釘宮洋                                         | 真野玲 又野弘道 薦田かなえ         | 稲田真樹 安形佳己 飯田光尋 中城悦雄 樋上あや 幸野浩二 小沼克介 山形孝二                                                                          | 山形孝二   | 9月2日        |
| 第13話 | ファウストとラース           | 村山功                         | 辻初樹 岡本英樹                                | まついひとゆき                     | 中城悦雄 前田義宏 安形佳己 小沼克介 山形孝二 幸野浩二 稲田真樹 飯田光尋                                                                          | 山形孝二   | 9月16日       |
| 第13話 | 消えない約束                 | 村山功                         | 辻初樹 岡本英樹                                | まついひとゆき                     | 中城悦雄 前田義宏 安形佳己 小沼克介 山形孝二 幸野浩二 稲田真樹 飯田光尋                                                                          | 山形孝二   | 9月16日       |
| 第14話 | 新しい学園長                 | 小林雄次                       | 佐々木萌 勝亦祥視                              | 佐々木萌                           | 小見川美穂 | 山形孝二   | 9月30日       |
| 第14話 | イタズラ大戦争               | 小林雄次                       | 佐々木萌 勝亦祥視                              | 佐々木萌                           | 小見川美穂 | 山形孝二   | 9月30日       |
| 第15話 | ピザ屋を救え                 | 小山眞                         | 又野弘道 岡本英樹                              | 又野弘道                           | 中城悦雄 前田義宏 安形佳己 小沼克介 山形孝二 幸野浩二 稲田真樹 飯田光尋                                                                          | 山形孝二   | 10月14日      |
| 第15話 | ジャッジはご勘弁             | 小山眞                         | 又野弘道 岡本英樹                              | 又野弘道                           | 中城悦雄 前田義宏 安形佳己 小沼克介 山形孝二 幸野浩二 稲田真樹 飯田光尋                                                                          | 山形孝二   | 10月14日      |
| 第16話 | ゲートクラッシャーズの狙い   | 秋永馬守                       | 辻初樹 真野玲 岡本英樹                         | 奥村よしあき                       | 中城悦雄 安形佳己 小沼克介 山形孝二 幸野浩二 稲田真樹 飯田光尋                                                                                   | 山形孝二   | 10月28日      |
| 第16話 | カブ―が学校にやってきた      | 秋永馬守                       | 辻初樹 真野玲 岡本英樹                         | 奥村よしあき                       | 中城悦雄 安形佳己 小沼克介 山形孝二 幸野浩二 稲田真樹 飯田光尋                                                                                   | 山形孝二   | 10月28日      |
| 第17話 | 強いぞ！マスター・デザスター | 佐多賢人                       | 鈴木吉男 奥村よしあき                          | まついひとゆき                     | 稲田真樹 幸野浩二 山形孝二 飯田光尋 櫻井拓郎 安形佳己 中城悦雄 前田義宏 小沼克介 府高航平                                                        | 山形孝二   | 11月11日      |
| 第17話 | 幻の超古代爆丸               | 佐多賢人                       | 鈴木吉男 奥村よしあき                          | まついひとゆき                     | 稲田真樹 幸野浩二 山形孝二 飯田光尋 櫻井拓郎 安形佳己 中城悦雄 前田義宏 小沼克介 府高航平                                                        | 山形孝二   | 11月11日      |
| 第18話 | 真の学園長は誰だ             | 村山功                         | 佐々木萌 勝亦祥視                              | 佐々木萌                           | 小見川美穂 | 山形孝二   | 11月25日      |
| 第18話 | 激撮エレメンタル             | 村山功                         | 佐々木萌 勝亦祥視                              | 佐々木萌                           | 小見川美穂 | 山形孝二   | 11月25日      |
| 第19話 | ベントン奪還作戦             | 秋永馬守                       | 岡本英樹                                       | 又野弘道 金森勝                    | 中城悦雄 安形佳己 稲田真樹 飯田光尋 小沼克介 山形孝二 幸野浩二 櫻井拓郎                                                                          | 山形孝二   | 12月9日       |
| 第19話 | マダムの危険なコレクション   | 秋永馬守                       | 岡本英樹                                       | 又野弘道 金森勝                    | 中城悦雄 安形佳己 稲田真樹 飯田光尋 小沼克介 山形孝二 幸野浩二 櫻井拓郎                                                                          | 山形孝二   | 12月9日       |
| 第20話 | 爆丸贋作家                   | イシノアツオ                   | 鈴木行                                         | まついひとゆき                     | 中城悦雄 安形佳己 山形孝二 幸野浩二 稲田真樹 飯田光尋 小沼克介 櫻井拓郎 GKセールス 斎藤晴輝 王斌                                                 | 山形孝二   | 12月23日      |
| 第20話 | クリスタルに恋して           | イシノアツオ                   | 鈴木行                                         | まついひとゆき                     | 中城悦雄 安形佳己 山形孝二 幸野浩二 稲田真樹 飯田光尋 小沼克介 櫻井拓郎 GKセールス 斎藤晴輝 王斌                                                 | 山形孝二   | 12月23日      |
| 第21話 | 逆襲のワーグナー             | 小山眞                         | 鈴木吉男 岡本英樹                              | 鈴木吉男 金森勝                    | 中城悦雄 安形佳己 小沼克介 山形孝二 幸野浩二 稲田真樹 飯田光尋                                                                                   | 山形孝二   | 2023年 1月6日 |
| 第21話 | 最後のゲート                 | 小山眞                         | 鈴木吉男 岡本英樹                              | 鈴木吉男 金森勝                    | 中城悦雄 安形佳己 小沼克介 山形孝二 幸野浩二 稲田真樹 飯田光尋                                                                                   | 山形孝二   | 2023年 1月6日 |
| 第22話 | ショート爆丸アカデミー       | 山下憲一                       | 佐々木萌 勝亦祥視                              | 佐々木萌                           | 小見川美穂 | 山形孝二   | 1月20日       |
| 第22話 | 師匠はマグナス               | 山下憲一                       | 佐々木萌 勝亦祥視                              | 佐々木萌                           | 小見川美穂 | 山形孝二   | 1月20日       |
| 第23話 | ルームメイト・バトル         | 小林雄次                       | 新井宣圭 又野弘道                              | 又野弘道                           | 小沼克介 王宣静 幸野浩二 山形孝二 前田義宏 中城悦雄 安形佳己 飯田光尋 稲田真樹                                                                   | 山形孝二   | 2月3日        |
| 第23話 | 狙われたアカデミー           | 小林雄次                       | 新井宣圭 又野弘道                              | 又野弘道                           | 小沼克介 王宣静 幸野浩二 山形孝二 前田義宏 中城悦雄 安形佳己 飯田光尋 稲田真樹                                                                   | 山形孝二   | 2月3日        |
| 第24話 | 共に闘う仲間                 | 佐多賢人                       | 大橋明代                                       | 奥村よしあき                       | 山形孝二 安形佳己 稲田真樹 中城悦雄 小沼克介 幸野浩二 飯田光尋 斎藤晴輝 GKセールス:王斌 陳亮 今関香代子 斎藤晴輝                                 | 山形孝二   | 2月17日       |
| 第24話 | ワーグナーとの決戦           | 佐多賢人                       | 大橋明代                                       | 奥村よしあき                       | 山形孝二 安形佳己 稲田真樹 中城悦雄 小沼克介 幸野浩二 飯田光尋 斎藤晴輝 GKセールス:王斌 陳亮 今関香代子 斎藤晴輝                                 | 山形孝二   | 2月17日       |
| 第25話 | 切り札の完成                 | 村山功                         | 岡本英樹                                       | まついひとゆき                     | 中城悦雄 安形佳己 小沼克介 山形孝二 幸野浩二 稲田真樹 飯田光尋                                                                                   | 山形孝二   | 3月3日        |
| 第25話 | ラースの野望                 | 村山功                         | 岡本英樹                                       | まついひとゆき                     | 中城悦雄 安形佳己 小沼克介 山形孝二 幸野浩二 稲田真樹 飯田光尋                                                                                   | 山形孝二   | 3月3日        |
| SP2    | 真のラース                   | David McDermott Marty Isenberg | 鈴木拓磨 奥村よしあき 真野玲 羽生貴之 福井洋平 | まついひとゆき 真野玲 福井洋平     | 安形佳己 小沼克介 山形孝二 幸野浩二 稲田真樹 飯田光尋 前田義宏 櫻井拓郎                                                                          | 山形孝二   | 3月17日       |